# Labidostomis pallidipennis
Labidostomis pallidipennis is een keversoort uit de familie bladkevers (Chrysomelidae). De wetenschappelijke naam van de soort werd in 1830 gepubliceerd door Gebler.